# Мис Беринга
65°00′01″ пн. ш. 175°53′26″ зх. д. / 65.00028° пн. ш. 175.89056° зх. д.
Мис Беринга — високий скелястий мис на східному узбережжі  Чукотського півострова, що омивається Беринговим морем у межах Провіденського району Чукотського автономного округу Росії.
Розташований у північно-східній частині Анадирської затоки. Висота становить 402 м. У 2,5 км від мису знаходиться національне село Енмелен.
Назва в перекладі з чук. Энмыльын — «скелястий».
Мис був названий і нанесений на карту російською навколосвітньою експедицією під керівництвом Ф. П. Літке в 1828 році.
На скелях мису гніздяться до 8,5 тис. птахів: кочівний буревісник, берингов баклан, бургомістр, срібляста чайка, мартин трипалий, кайра, конюга білочерева, іпатка та топорик.
Біля мису Беринга знаходяться залишки напівпідземних жител давньоескімоських мисливців на моржів, що датуються початком нашої ери.